# Muzeum fotožurnalistiky a fototechniky
Muzeum fotožurnalistiky a fototechniky je muzeum působící v Doněcku.

## Historie
Muzeum bylo otevřeno v červnu 2008 jako jediné muzeum svého druhu na Ukrajině. Muzeum představuje fotografie a osobní věci doněckých novinářských fotografů a fotografické vybavení. Jsou zde oddělení věnované Jevgeniji CHalději, Efimu Kommovi, Lvu Azryelovi, Borisi Vytkovovi, Valentinu Hončarovovi, Hryhoryji Navryčevskému. V roce 2018 vydal Státní podnik Donbaská pošta na počest 10. výročí muzea miniaršík známek věnovaný muzeu. Na kuponu v pravém dolním rohu aršíku byl portrét fotografa Navryčevského a nápis "Hryhoryj Lazarevyč Navryčevskyj (1928-2009)".
Sbírka muzea obsahuje více než 500 vzácných a moderních kusů fotografické techniky s příslušenstvím.
Muzeum bylo založeno Doněckou regionální charitativní nadací "Dědictví" (Nasledie) Borise Vytkova. V průběhu více než čtyř let na vzniku muzea pracovali tito lidé: Vytkov Alexander Borisovič, Vytkovova Natalia Anatoljevna, Švecova Elena Alexandrovna, Zagibalov Alexandr Alexandrovič. Své exponáty do sbírky darovali také obyvatelé Doněcka a zástupci komunit Donbasu z Kyjeva, Moskvy a dalších měst.
Expozice byla vytvořena podle historického a chronologického principu, tematickou metodou. Byla sestavena sbírka 300 vzácných exemplářů fotografického vybavení a fotopříslušenství. Součástí muzea je také archiv fotografických materiálů. Plocha muzea je 19,8 m². Ředitelem muzea je Alexander Vytkov.
Dne 29. května 2012 byla zahájena druhá fáze muzea. Muzeum bylo rekonstruováno a objevila se v něm fungující fotolaboratoř.